# Prix littéraires 1984
Liste des prix littéraires décernés au cours de l'année 1984 :

## Prix internationaux
- Prix Nobel de littérature : Jaroslav Seifert (Tchécoslovaquie)[1]
- Grand prix de littérature du Conseil nordique : Göran Tunström (Suède) pour L'Oratorio de Noël[2]
- Grand prix littéraire d'Afrique noire : Modibo Sounkalo Keita (Mali) pour L'Archer bassari.
- Prix des Mascareignes : Guy Sylvio Bigaignon (d)  (Maurice) pour Le paille-en-queue
- Neustadt International Prize for Literature : Paavo Haavikko (Finlande)

## Allemagne
- prix Heinrich-Böll : Helmut Heissenbüttel[3]
- Prix Georg-Büchner :  Ernst Jandl[4]
- Prix Friedrich Hölderlin (Bad Homburg) : Sarah Kirsch[5]

## Belgique
- Prix Victor-Rossel : Jean-Pierre Hubin pour En lisière

## Canada
- Prix Athanase-David : Jean-Guy Pilon
- Prix du Gouverneur général :
  - Catégorie « Romans et nouvelles de langue anglaise » : Josef Skvorecky pour The Engineer of Human Souls (L'Ingénieur des âmes humaines)
  - Catégorie « Romans et nouvelles de langue française » : Jacques Brault pour Agonie
  - Catégorie « Poésie de langue anglaise » : Paulette Jiles pour Celestial Navigation
  - Catégorie « Poésie de langue française » : Nicole Brossard pour Double Impression
  - Catégorie « Théâtre de langue anglaise » : Judith Thompson pour White Biting Dog
  - Catégorie « Théâtre de langue française » : René-Daniel Dubois pour Ne blâmez jamais les Bédouins
  - Catégorie « Études et essais de langue anglaise » : Sandra Gwyn pour The Private Capital: Ambition and Love in the Age of Macdonald and Laurier
  - Catégorie « Études et essais de langue française » : Jean Hamelin et Nicole Gagnon pour Le XXe Siècle : Histoire du catholicisme québécois
- Prix Jean-Hamelin : Pierre Vadeboncœur pour Trois essais sur l'insignifiance
- Prix Robert-Cliche : Danielle Dubé pour Les Olives noires

## Chili
- Prix national de Littérature : Braulio Arenas (1913-1988)

## Corée du Sud
- Prix de l'Association des poètes coréens : Kim Yeo-jeong pour 어린 신에게 et Kim Yo-jong pour 대장간 앞을 지나며
- Prix Dong-in : Kim Won-il pour À la recherche de la désillusion
- Prix de littérature contemporaine (Hyundae Munhak) :
  - Catégorie « Poésie » : Lee Seung-hun pour 事物들
  - Catégorie « Roman » : Kim Yong-seong pour 도둑일기
  - Catégorie « Critique » : Park Cheol-hui pour 근대시 형식과 조선시 논의」평론집『서정과 인식
- Prix Kim Soo-young : Kim Kwang-kyu pour Non ce n'est pas ça
- Prix Woltan : Chyung Jinkyu pour 연필로 쓰기
- Prix Yi Sang : Lee Kyun-young pour 어두운 기억의 저편

## Danemark
- Prix Hans Christian Andersen : Christine Nöstlinger (Autriche)

## Espagne
- Prix Cervantes : Ernesto Sábato
- Prix Prince des Asturies : Pablo García Baena
- Prix Nadal : José de Tomás García, pour La otra orilla de la droga
- Prix Planeta : Francisco González Ledesma, pour Crónica sentimental en rojo
- Prix national des Lettres espagnoles : Josep Vicenç Foix
- Prix national de Narration : Camilo José Cela, pour Mazurca para dos muertos
- Prix national de Poésie : non décerné.
- Prix national d'Essai : non décerné.
- Prix national de Littérature infantile et juvénile : Ana María Matute, pour Sólo un pie descalzo
- Prix Adonáis de Poésie : Amalia Iglesias Serna (es), pour Un lugar para el fuego
- Prix Anagrama : Antonio Elorza, pour La razón y la sombra. Una lectura política de Ortega y Gasset
- Prix de la nouvelle courte Casino Mieres : Ignacio Martínez de Pisón, pour La Ternura del Dragón
- Prix d'honneur des lettres catalanes : Joan Coromines i Vigneaux (philologue)
- Journée des lettres galiciennes : Armando Cotarelo Valledor
- Prix de la critique Serra d'Or : 
  - Xavier Fàbregas i Surroca (ca), pour El llibre de les bèsties, essai.
  - Lluís Guarner, pour l'édition de Poesía valenciana completa, de Teodor Llorente Olivares.
  - Agustí Espriu i Malagelada, Nuria Noguera i Baró i M. Assumpció Pons i Recolons, pour Aproximació històrica al mite de Sinera, étude littéraire.
  - Joaquim Molas i Batllori (ca), pour La literatura catalana d'avantguarda 1916-1938, histoire littéraire.
  - Pere Calders, pour Tot s'aprofita, recueil de nouvelles.
  - Miquel Àngel Riera Nadal (ca), pour Panorama amb dona, roman.
  - Miquel de Palol i Muntanyola, pour El porxo de les Mirades, recueil de poésie.
  - Pere Gimferrer, pour Fortuny, prose.
  - Marià Villangómez Llobet (ca), pour la traduction du recueil de poésie Trenta-quatre poemes, de Y. B. Yates.

## États-Unis
- National Book Award : 
  - Catégorie « Fiction » : Ellen Gilchrist pour Victory Over Japan: A Book of Stories
  - Catégorie « Essais» : Robert V. Remini pour Andrew Jackson and the Course of American Democracy, 1833–1845
- Prix Hugo :
  - Prix Hugo du meilleur roman : Marée stellaire (Startide Rising) par David Brin
  - Prix Hugo du meilleur roman court : Cascade Point par Timothy Zahn
  - Prix Hugo de la meilleure nouvelle longue : La Musique du sang (Blood Music) par Greg Bear
  - Prix Hugo de la meilleure nouvelle courte : Speech Sounds par Octavia Butler
- Prix Locus :
  - Prix Locus du meilleur roman de science-fiction : Marée stellaire (Startide Rising) par David Brin
  - Prix Locus du meilleur roman de fantasy : Les Dames du lac et Les Brumes d'Avalon (The Mists of Avalon) par Marion Zimmer Bradley
  - Prix Locus du meilleur premier roman : Tea With the Black Dragon par R. A. MacAvoy
  - Prix Locus du meilleur roman court : Her Habiline Husband par Michael Bishop
  - Prix Locus de la meilleure nouvelle longue : Le Régime du singe (The Monkey Treatment) par George R. R. Martin
  - Prix Locus de la meilleure nouvelle courte : Beyond the Dead Reef par James Tiptree, Jr.
  - Prix Locus du meilleur recueil de nouvelles : Unicorn Variations par Roger Zelazny
- Prix Nebula :
  - Prix Nebula du meilleur roman : Neuromancien (Neuromancer) par William Gibson
  - Prix Nebula du meilleur roman court : Frappez : Entrée ■ (PRESS ENTER ■) par John Varley
  - Prix Nebula de la meilleure nouvelle longue : Enfants de sang (Bloodchild) par Octavia E. Butler
  - Prix Nebula de la meilleure nouvelle courte : Enfant du matin (Morning Child) par Gardner Dozois
- Prix Pulitzer :
  - Catégorie « Fiction » : William J. Kennedy pour Ironweed (L'Herbe de fer)
  - Catégorie « Biographie et Autobiographie » : Louis R. Harlan pour Booker T. Washington: The Wizard of Tuskegee, 1901–1915
  - Catégorie « Essai » : Paul Starr pour The Social Transformation of American Medicine
  - Catégorie « Histoire » : non décerné
  - Catégorie « Poésie » : Mary Oliver pour American Primitive
  - Catégorie « Théâtre » : David Mamet pour Glengarry Glen Ross

## Finlande
- Prix Aleksis-Kivi : Eino Säisä
- Prix Kalevi-Jäntti : Olli Jalonen pour Hotelli eläville
- Prix Eino-Leino : Erno Paasilinna
- Prix national de littérature : Olli Jalonen pour Hotelli eläville, Eeva Kilpi pour Elämän evakkona, Hannu Salama pour Kaivo kellarissa, Pasi Harvalan tarina II, Sirkka Turkka pour Vaikka on kesä
- Prix littéraire de la ville de Tampere : Satu Hassi pour Magdaleena ei enää häpeä
- Prix Tollander : Torsten Steinby
- Prix Rudolf-Koivu : Camilla Mickwitz
- Prix Topelius : Marjatta Kurenniemi
- Prix Mikael-Agricola : Esa Adrian
- Médaille Anni-Swan : non décerné
- Prix d'écriture Juhana-Heikki-Erkko : non décerné
- Prix Juhana-Heikki-Erkko : Anna-Leena Härkönen pour Häräntappoase
- Médaille Kiitos kirjasta : Eila Kostamo pour Vaiteliaat vuodet
- Prix Arvid-Lydecken : Ritva Toivola pour Kapteeni Vaskiparta
- Prix Kaarle : Kalle Päätalo
- Prix Pehr-Evind-Svinhufvud : Matti Lukkari pour Asekätkentä
- Prix du grand club du livre finlandais : non décerné
- Prix Pirkanmaan-Plättä : Ilma Ikonen pour Pepe hevoshoitokoulussa
- Prix Väinö Linna : Martti Joenpolvi
- Prix Pääskynen : non décerné
- Prix Atorox : Eija Elo pour Napoleonin vaihtoviikot
- Prix Waltari : non décerné
- Prix Finlandia : Erno Paasilinna pour Yksinäisyys ja uhma
- Prix Pikku-Finlandia : Fredrik Hertzberg

## France
- Prix Goncourt : L'Amant de Marguerite Duras
- Prix Renaudot : La Place d'Annie Ernaux
- Prix Médicis : Le Diable en tête de Bernard-Henri Lévy
- Prix Médicis étranger : Aracoeli d'Elsa Morante
- Prix Aujourd'hui : Le Noir et le Rouge de Catherine Nay
- Prix Femina : Tous les soleils de Bertrand Visage
- Prix Interallié : Les Cotonniers de Bassalane de Michèle Perrein
- Grand prix du roman de l'Académie française : Un dimanche inoubliable près des casernes de Jacques-Francis Rolland
- Prix des libraires : Le Train du soir de Guy Lagorce
- Prix France Culture : Feuilles tombées d'un discours de Jean Tortel et Vies minuscules de Pierre Michon
- Prix du Livre Inter : La Mémoire d'Abraham de Marek Halter
- Prix des Deux Magots : Patchwork de Jean Vautrin
- Prix du Roman populiste : Daniel Zimmermann pour La Légende de Marc et Jeanne
- Prix du Quai des Orfèvres : Jean Lamborelle pour On écrase bien les vipères
- Prix mondial Cino-Del-Duca : Georges Dumézil
- Prix Heredia : Henriette Boute-Kerollier (d)  pour Destins de haut-bord, Jean-Charles Payen (d)  pour Après moi le poète et Hermine Venot-Focké (d)  pour Moisson de l’amitié

## Italie
- Prix Strega : Pietro Citati, Tolstoj (Longanesi)
- Prix Bagutta : Natalia Ginzburg, La famiglia Manzoni, (Einaudi)
- Prix Campiello : Pasquale Festa Campanile, Per amore, solo per amore
- Prix Malaparte : Saul Bellow
- Prix Napoli : Fausto Gianfranceschi (it), Giorgio Vinci psicologo, (Editoriale Nuova)
- Prix Stresa : Giorgio De Simone, L'armonista, (Rizzoli)
- Prix Viareggio : Gina Lagorio, Tosca dei gatti

## Monaco
- Prix Prince-Pierre-de-Monaco : Patrick Modiano

## Royaume-Uni
- Prix Booker : Anita Brookner pour Hôtel du Lac
- Prix James Tait Black :
  - Fiction : J. G. Ballard pour Empire du soleil (Empire of the Sun) et Angela Carter pour Des nuits au cirque (Nights at the Circus)
  - Biographie : Lyndall Gordon pour Virginia Woolf: A Writer's Life
- Prix WH Smith : Philip Larkin pour Required Writing
- Prix John-Llewellyn-Rhys : non attribué
- Médaille Carnegie : Margaret Mahy pour The Changeover
- Prix Rose-Mary-Crawshay :
  - Christine Alexander pour The Early Writings of Charlotte Brontë.
  - Gillian Beer (en) pour Darwin's Plots, George Eliot and Nineteenth-Century Fiction
- Prix Somerset-Maugham : 
  - Peter Ackroyd pour The Last Testament of Oscar Wilde
  - Timothy Garton Ash pour The Polish Revolution: Solidarity
  - Sean O'Brien pour The Indoor Park